# Тумлер, Томас
То́мас Ту́млер (нем. Thomas Tumler, род. 5 ноября 1989, Швейцария) — швейцарский горнолыжник, специализирующийся в гигантском слаломе. Двукратный серебряный призёр чемпионата мира 2025 года. Участник Олимпийских игр 2018 года.

## Спортивная биография
Дебютировал в Кубке мира в 18 февраля 2012 года в болгарском Банско — не финишировал в первой попытке гигантского слалома.
17 марта 2016 года впервые попал в топ-10 на этапе Кубка мира — 8-е место в супергиганте в Санкт-Морице. 2 декабря 2018 года в возрасте 29 лет сенсационно впервые стал призёром этапа Кубка мира — третье место в гигантском слаломе в Бивер-Крике (до этого Тумлер никогда не попадал даже в топ-25 в гигантском слаломе, а очки последний раз в этой дисциплине набирал в 2014 году). 16 декабря 2018 года занял девятое место в гигантском слаломе в Альта-Бадье. 
9 февраля 2020 года занял второе место в параллельном гигантском слаломе в Шамони. За 4 года после этого сумел лишь раз попасть в топ-10 на этапах Кубка мира. На чемпионате мира 2023 года занял 18-е место в гигантском слаломе. Однако в феврале 2024 года в возрасте 34 лет стал показывать стабильные результаты — до конца сезона 2023/24 Тумлер 5 раз попадал в топ-10 в гигантском слаломе на этапах Кубка мира (ранее за всю карьеру у него в сумме во всех видах было всего 5 попаданий в топ-10). 16 марта 2024 года занял третье место в гигантском слаломе на финальном этапе сезона в Зальбахе. По итогам сезона занял седьмое место в зачёте гигантского слалома.
8 декабря 2024 года в возрасте 35 лет впервые выиграл этап Кубка мира, победив в гигантском слаломе в Бивер-Крике.
В 2025 году на чемпионате мира в Зальбахе в смешанных командных соревнованиях в параллельной дисциплине завоевал серебряную медаль, в финале уступив итальянцам. В гигантском слаломе также стал серебряным призёром. 

## Результаты на крупнейших соревнованиях

### Чемпионаты мира
| Чемпионат мира          | Скоростной спуск | Супергигант | Гигантский слалом | Слалом | Комбинация | Команды | Паралл. гигантский слалом |
| ----------------------- | ---------------- | ----------- | ----------------- | ------ | ---------- | ------- | ------------------------- |
| 2019 Оре                | —                | DNF         | DNF1              | —      | —          | —       | н/д                       |
| 2023 Куршевель/Мерибель | —                | —           | 18                | —      | —          | 5       | —                         |
| 2025 Зальбах            | —                | —           | 2                 | —      | —          | 2       | н/д                       |

### Подиумы на этапах Кубка мира (5)
| № | Сезон   | Дата         | Место проведения | Дисциплина                     | Место |
| - | ------- | ------------ | ---------------- | ------------------------------ | ----- |
| 1 | 2017/18 | 2 дек 2018   | Бивер-Крик       | Гигантский слалом              | 3     |
| 2 | 2019/20 | 2 фев 2020   | Шамони           | Параллельный гигантский слалом | 2     |
| 3 | 2023/24 | 16 мар 2023  | Зальбах          | Гигантский слалом              | 3     |
| 4 | 2024/25 | 8 дек 2024   | Бивер-Крик       | Гигантский слалом              | 1     |
| 5 | 2024/25 | 15 март 2025 | Хафьель          | Гигантский слалом              | 3     |